# 박재철 (배우)
박재철(1985년 9월 17일 ~ )은 대한민국의 배우이다.

## 학력
- 경기대학교 연기과

## 드라마
- 2019년 OCN드라마 《트랩》
- 2022년 Netflix 오리지널 드라마 《지금 우리 학교는》- 전호철 역
- 2022년 JTBC 토일드라마《나의 해방일지》
- 2022년 SBS 금토드라마 《천원짜리 변호사》- 불곰 역
- 2023년 GENIE TV 드라마 《악인전기》- 박시덕 역
- 2024년 TVING 오리지널 드라마 《LNTS》
- 2024년 tvN 토일드라마 《감사합니다》 - 여권 위조범 역
- 2024년 MBC 금토드라마 《백설공주에게 죽음을 - Black Out》 - 최나겸의 매니저 역
- 2024년 SBS 금토드라마 《열혈사제 Part Ⅱ》 - 모준수 형사 역
- 2025년 JTBC 토일드라마《천국보다 아름다운》 - 이영애의 아버지 역

## 영화
- 2006년 《사생결단》 - 성근 똘마니 2 역
- 2009년 《스탠드 업》 - 인턴 역
- 2011년 《아이들...》 - 종호집 인부 역
- 2011년 《고지전》 - 2p 위생병 역
- 2011년 《커플즈》 - 예비신랑 역
- 2012년 《강철대오 : 구국의 철가방》 - 강시 역
- 2014년 《나의 독재자》 - 복도 안내병 역
- 2014년 《빅매치》 - 재열 동료4 역
- 2015년 《션샤인 러브》 - 폴리스 박 역
- 2017년 《보통사람》 - 발바리 일당 역
- 2019년 《퍼펙트맨》 - 클럽 양아치 1역
- 2020년 《돌멩이》 - 쓰리꾼 역
- 2022년 《경관의 피》 - 응급대원 역